# Katharinakogel
Der Katharinakogel ist ein markanter Gipfel in der Marktgemeinde Feistritz ob Bleiburg im Bezirk Völkermarkt in Kärnten, Österreich. Mit einer Höhe von 578 Metern über dem Meeresspiegel nimmt er eine dominierende Stellung im östlichen Jauntal ein.

## Geschichte und Archäologie
Der Katharinakogel ist ein bedeutender archäologischer Fundplatz, dessen Besiedlungsgeschichte bis in die mittlere Bronzezeit (ca. 1500 v. Chr.) zurückreicht. Die Siedlung erlebte ihre Blütezeit während der älteren Hallstattkultur (ca. 900–550 v. Chr.) und diente als Höhensiedlung, die im Unterkärntner Raum eine dominierende Stellung als Herrschaftssitz einnahm.
Die ersten archäologischen Untersuchungen wurden 1929 von Franz X. Kohla durchgeführt, der sichtbare Erdwälle an der Südseite des Hügels dokumentierte. Weitere Grabungen fanden 1959 statt. Umfangreiche Untersuchungen im Jahr 2000 lieferten weitere Erkenntnisse über die Besiedlungsgeschichte und die Bauweise der Befestigungsanlagen.
Die gestaffelten Wälle am Südhang des Katharinakogels befinden sich etwa 20 Höhenmeter unterhalb des Gipfels. Sie ziehen sich in bis zu 20 m breiter, dreifacher Staffelung auf eine Länge von rund 150 m hin. Der mittlere Wallzug hatte talseitig einst eine steinerne Blendmauer mit einer Stärke von 0,9 m und einer Mindesthöhe von 1 m, von der heute nur noch die unterste Lage erhalten ist. Neuere Untersuchungen deuten darauf hin, dass die Befestigungsanlagen möglicherweise erst in nachantiker Zeit errichtet wurden, eventuell im späteren Frühmittelalter oder sogar jünger.
Neben zahlreichen Funden aus der Hallstattzeit, darunter ein Bruchstück eines tönernen Feuerbocks mit Widderkopfverzierung, wurden auch keltische Tonscherben entdeckt, was auf eine kontinuierliche Besiedlung hindeutet.
In Richtung Tscherberg befinden sich zwei Zonen mit hallstattzeitlichen Grabhügeln, die als Denkmäler zur Erinnerung an die einstigen Herren vom Katharinakogel errichtet wurden. In diesen Gräbern fanden sich Beigaben wie Schwerter, Streitäxte, Helme und kostbares Tafelgeschirr. Mitbestattete Frauen trugen goldenen Schmuck.
Während der Römerzeit lag der Katharinakogel an der wichtigen Straße, die Virunum (Zollfeld) mit Celeia (Celje) verband. In Tscherberg am Nordfuß des Katharinakogels wurden wiederholt römerzeitliche Streufunde entdeckt, darunter Hinweise auf einen qualitätvollen römerzeitlichen Bau mit Hypokaustheizung.

## Landschaft und Umgebung
Der Katharinakogel besteht aus Kreidefelsen und erhebt sich etwa 70 m über das umliegende Gelände. Er ist von steilen Abhängen umgeben, die nach Nordosten hin verebnet sind. Die Gipfelkuppe misst rund 150 × 80 m und umfasst eine Innenfläche von etwas mehr als einem Hektar. Auf dem Gipfel befindet sich eine Kirche, die der heiligen Katharina geweiht ist und um die Mitte des 19. Jahrhunderts mit gotisierenden und klassizistischen Elementen errichtet wurde. Diese Kirche ersetzte einen Vorgängerbau, der urkundlich erstmals 1404 erwähnt und 1796 durch einen Brand zerstört wurde. Das Kirchengebäude steht unter Denkmalschutz (Listeneintrag).
Der Hügel ist ein beliebtes Ziel für Wanderungen mit verschiedenen Routen unterschiedlicher Schwierigkeitsgrade. Von oben bietet sich ein weiter Ausblick über das gesamte Jauntal.

## Naturschutz
Der Katharinakogel liegt in einem 1971 ausgewiesenen Landschaftsschutzgebiet (LSG). Die rechtliche Grundlage bildet die Verordnung der Kärntner Landesregierung vom 29. November 1971 (LGBl. Nr. 94/1971), geändert durch die Verordnung LGBl. Nr. 1/2003. Das LSG umfasst rund 29 Hektar und dient dem Schutz der landschaftlichen Schönheit sowie dem Erholungswert.